# Canton de Toulouse-6
Le canton de Toulouse-6 est une circonscription électorale française de l’arrondissement de Toulouse, situé dans le département de la Haute-Garonne et la région Occitanie.

## Histoire
Le canton de Toulouse-6 a été créé par décret du 16 août 1973 lors du remplacement des cantons de Toulouse-Centre, Toulouse-Nord, Toulouse-Ouest et Toulouse-Sud.
À la suite du redécoupage cantonal de 2014 de la Haute-Garonne, défini par le décret du 13 février 2014, le canton est remanié.

## Représentation

### Représentation avant 2015
| Période | Période | Identité             | Étiquette   | Qualité                                      |
| ------- | ------- | -------------------- | ----------- | -------------------------------------------- |
| 1973    | 1982    | Claude Llabrès       | PCF         | Dessinateur topographe, Toulouse             |
| 1982    | 2015    | Jean-Pierre Plancade | PS puis PRG | Assistant parlementaire Sénateur (1998-2014) |

### Représentation à partir de 2015
| Période élective | Période élective | Mandat | Mandat   | Identité           | Nuance | Nuance | Qualité |
| ---------------- | ---------------- | ------ | -------- | ------------------ | ------ | ------ | --- |
| 2015             | 2021             | 2015   | 2021     | Zohra El Kouacheri |        | PS     | Secrétaire, Toulouse-Le Mirail |
| 2015             | 2021             | 2015   | 2021     | Jean-Louis Llorca  |        | PS     | Commandant de police honoraire Ancien Député suppléant de Martine Martinel Vice-Président de la Commission Permanente, chargé de la Politique de la Ville Ancien conseiller général du Canton de Toulouse-11 |
| 2021             | 2028             | 2021   | en cours | Zohra El Kouacheri |        | PS     | Secrétaire |
| 2021             | 2028             | 2021   | en cours | Jean-Louis Llorca  |        | PS     | Commandant de police honoraire 15e Vice-président Politique de la ville |

### Résultats détaillés

#### Élections de mars 2015
À l'issue du 1er tour des élections départementales de 2015, deux binômes sont en ballottage : Zohra El Kouacheri et Jean-Louis Llorca (PS, 31,76 %) et Franck Biasotto et Marie-Jeanne Fouqué (Union de la Droite, 26,8 %). Le taux de participation est de 38,85 % (11 091 votants sur 28 547 inscrits) contre 52,11 % au niveau départemental et 50,17 % au niveau national.
Au second tour, Zohra El Kouacheri et Jean-Louis Llorca (PS) sont élus avec 54,98 % des suffrages exprimés et un taux de participation de 39,19 % (5 635 voix pour 11 188 votants et 28 548 inscrits).

#### Élections de juin 2021
Le premier tour des élections départementales de 2021 est marqué par un très faible taux de participation (33,26 % au niveau national). Dans le canton de Toulouse-6, ce taux de participation est de 25,24 % (6 706 votants sur 26 572 inscrits) contre 36,67 % au niveau départemental. À l'issue de ce premier tour, deux binômes sont en ballottage : Zohra El Kouacheri et Jean-Louis Llorca (Union à gauche, 33,2 %) et Jean-François Audiguier et Nina Ochoa (Union au centre et à droite, 19,61 %).
Le second tour des élections est marqué une nouvelle fois par une abstention massive équivalente au premier tour. Les taux de participation sont de 34,36 % au niveau national, 36,26 % dans le département et 25,91 % dans le canton de Toulouse-6. Zohra El Kouacheri et Jean-Louis Llorca (Union à gauche) sont élus avec 61,96 % des suffrages exprimés (3 918 voix pour 6 885 votants et 26 576 inscrits),,. 

## Composition

### Composition de 1973 à 2015
Lors de sa création en 1973, le canton de Toulouse-VI se composait de la portion de territoire de la ville de Toulouse déterminée par l'axe des voies ci-après : boulevard Pierre-et-Marie-Curie (inclus), rue Pierre-Cazeneuve (incluse), impasse Négreneys (incluse), rue Michel-Ange (incluse), rue Étienne-Lacépède (incluse), voie ferrée Toulouse—Lexos, avenue Bellevue, chemin Michoun, avenue de Lavaur, rue Giroussens, chemin Maurice, rue du Maréchal-Gallieni (incluse), rue de la Caravelle (non comprise), allée Marengo, rue Marengo, canal du Midi, avenue des Minimes et avenue Frédéric-Estèbe.
Quartiers de Toulouse inclus dans le canton :
- Bonnefoy
- Jolimont
- Le Raisin
- Les Mazades
- Les Minimes (en partie avec Toulouse 4)
- Marengo
- Négreneys
- Périole

### Composition à partir de 2015
| Nom                              | Code Insee | Intercommunalité   | Superficie (km2) | Population (dernière pop. légale)                 | Densité (hab./km2) | Modifier                                    |
| -------------------------------- | ---------- | ------------------ | ---------------- | ------------------------------------------------- | ------------------ | ------------------------------------------- |
| Toulouse (bureau centralisateur) | 31555      | Toulouse Métropole | 118,30           | Fraction : 60 832 (2022) Commune : 511 684 (2022) | 4 325              | modifier les données · modifier les données |
| Canton de Toulouse-6             | 3120       |                    |                  | 60 832 (2022)                                     |                    | modifier les données                        |

Le nouveau canton de Toulouse-6 comprend la partie de la commune de Toulouse située au sud d'une ligne définie par l'axe des voies et limites suivantes : depuis la limite territoriale de la commune de Tournefeuille, chemin du Ramelet-Moundi, chemin de Corneillan, chemin Reboul, chemin du Marin, rue du Professeur-Gaston-Dupouy, avenue Gaspard-Coriolis, avenue Maurice-Magre, route de Saint-Simon, rue Alex-Coutet, avenue Louis-Bazerque, route de Saint-Simon, rocade A620, rue Henri-Desbals, rue Jean-Mermoz, rue de la Faourette, ligne de chemin de fer de Saint-Agne à Auch, boulevard Déodat-de-Séverac, pont de la Croix-de-Pierre, cours de la Garonne, autoroute A620, cours de la Garonne, jusqu'à la limite territoriale de la commune de Vieille-Toulouse.

## Démographie

### Démographie avant 2015
| 1975 | 1982 | 1990   | 1999   | 2006   | 2011   | 2012   |
| ---- | ---- | ------ | ------ | ------ | ------ | ------ |
| -    | -    | 18 172 | 18 578 | 20 581 | 20 779 | 20 910 |

### Démographie depuis 2015
En 2022, le canton comptait 60 832 habitants, en évolution de +9,77 % par rapport à 2016 (Haute-Garonne : +8,02 %, France hors Mayotte : +2,11 %).
| 2013   | 2018   | 2022   |
| ------ | ------ | ------ |
| 54 413 | 57 343 | 60 832 |